# Boebre
Boebre (llamada oficialmente Santiago de Boebre) es una parroquia y un lugar español del municipio de Puentedeume, en la provincia de La Coruña, Galicia.

## Límites
Limita por el noreste con Centroña y por el sur con la de San Pedro de Perbes, perteneciente esta última al municipio de Miño. 
Se encuentra entre Puentedeume y Miño, tomando siempre como referencia la carretera de la costa que cruza Boebre de norte a sur.

## Orígenes
El nombre de Boebre es de origen celta y está motivado por la posible ubicación de algún recinto castreño dentro de los límites territoriales de la parroquia, el cual en su día, sin duda formó parte de la cadena de los muchos asentamientos de poblados y fortalezas que los celtas han construido en toda la zona costera de la parte noroeste de Galicia.
Teniendo en cuenta lo anteriormente expuesto y aún sin contar con datos o informaciones fidedignas que se refieran a ello, se puede asegurar que el castro que origina el nombre de Boebre tuvo su asentamiento en la península de la Insua, en donde aún se pueden observar algunos vestigios de la posible existencia de la muralla y del foso, habiendo sido hallados recientemente restos de concheiros en las inmediaciones de lo que consideramos fueron las murallas del fortín. También en la Insua fueron construidos la primera Iglesia y Cementerio de la Feligresía de Santiago de Boebre.
Existen en la actualidad trozos de ladrillos y tejas en lo que hoy es la isla Carboeira, lugar en donde se encontraba el templo y el cementerio se asentaba en las fincas colindantes, en las cuales y al ser labradas para la siembra, fueron descubiertas algunas tumbas construidas herméticamente con losas de pizarra por sus seis lados. Una de las tumbas descubiertas conservaba en su interior, completamente limpio de tierra, un esqueleto humano, cuyos huesos se deshacían al tocarlos.
En este mismo lugar y cuando una máquina procedía al ensanchamiento de la pista de acceso a esas fincas, fueron desenterradas dos lápidas de granito con inscripciones, que aún sin haber sido interpretadas, se supone pertenecieron a sepulcros de personas de rango superior dentro del orden social en que se desenvolvían nuestros antiguos pobladores.

## Entidades de población
Entidades de población que forman parte de la parroquia:
- A Herbosa
- Belo
- Curío
- Boebre
- Jabroal (O Xabroal)
- Parga
- Pilleiro (O Pilleiro)
- Sixto (O Sisto)
- Ver

## Demografía

### Parroquia
| Gráfica de evolución demográfica de Boebre (parroquia) entre 2000 y 2019 |
|                                                                          |
| Datos según el nomenclátor publicado por el INE.                         |

### Lugar
| Gráfica de evolución demográfica de Boebre (lugar) entre 2000 y 2019 |
|                                                                      |
| Datos según el nomenclátor publicado por el INE.                     |

## Turismo

### Playas y rincones turísticos
Sus cuatro kilómetros de costa albergan, además de varias calas pequeñas (Insua, Paredes y Coído), a dos de las playas más grandes de la ría Ares-Betanzos: la playa de Andahío (más conocida como Perbes, por pertenecer su mayor superficie a la aldea del mismo nombre), y la playa de Ber. Su costa es además muy rica en pesca y marisqueo. Cuenta con dos cámpines que suelen tener una gran ocupación en la época estival.